# روستای گراویان
روستای گراویان سفلی یا خل نجف در مغرب شهرستان گیلانغرب بر جانب جنوبی جاده قصرشیرین قریب دو کیلومتر از شهر فاصله دارد. این روستا نزدیک‌ترین روستا به شهر گیلان غرب است. اهالی روستا به زبان کردی کلهری تکلم دارند و عمده آن از طایفه گیلانی و علیرضاوندی از ایل کلهر هستند که تمامی ساکنین روستا نسبت فامیلی با هم دارند.

## وجه تسمیه نام روستا و چگونگی پیدایش آن
روستا به دو نام گراویان سفلی و خل نجف(تیره نجف) در مابین مردم گیلانغرب نام برده می‌شود و قالب اهالی و مردم بومی گیلان غرب از آن بنام خل نجف یاد می‌کنند.
خل نجف (تیره نجف) به خانواده‌های کثیر نجفی در گیلان غرب گفته می‌شود که از آن‌ها با فامیلی حسینی و فعلی نیز یاد شده‌است و که تیره ای از طایفه گیلانی کلهر محسوب می‌شوند. نجف شهبانو از اجداد خانواده های کثیر نجفی در گیلانغرب می‌باشد که حدود یک قرن گذشته به همراه برادرش حسین و مادرش شاهبانو از ایلام به گیلانغرب کوچ کرده اند و روستای گراویان سکنی می‌گزینند که تعدادی از آن‌ها در همین روستا نزدیک به اراضی کشاورزی خود سکونت دارند و تعدای دیگر در خود شهر گیلان غرب می‌باشند. 
نام گراویان هم بعدها بعلت پیدایش این روستا در کنار جویبارهای متعدد به آن اختصاص داده شده‌است. که از دو کلمه  (گر + ئاو)در زبان کُردی پدید آمده است.

## بزرگان
عباس نجفی از مردان شناخته شده گیلان غرب و ایل کلهر بوده که از او به عنوان یکی از بزرگان طایفه گیلانی نیز یاد شده‌است که در تعاملات مناطق کلهرنشین نقش بسزایی را بر عهده داشته‌ است.

## وضعیت اجتماعی روستای گراویان
اهالی روستای گراویان سفلی معتقد به آیین اسلام . از نژاد کُرد هستند و به گویش کُردی کلهری تکلم می‌کنند.
نکته قابل توجه در روستا این است که با توجه به سکونت طایفه‌های متعدد از ایل کلهر اما همگی نسبتهای فامیلی سببی و نسبی با هم دارند